# Erchanger
Erchanger o Erchenger o Erkenger (... – dopo il 921) fu conte di Boulogne  dall'886 al 922.

## Origine
Era un nobile di origine franca, di cui non si conoscono gli ascendenti.

## Biografia
Secondo gli Annales Vedastini Erchanger ("Herkengero comite"), nell'886 era già conte di Boulogne e fu proprio lui, durante l'assedio di Parigi operato dai Normanni, a richiedere, tramite una lettera, l'intervento del marchese di Neustria per combattere i Vichinghi, Enrico, che, col suo esercito accorse a Parigi, dove trovò la morte, combattendo contro i Vichinghi.
Dato che Erchanger, durante la lotta tra il carolingio, Carlo il Semplice e Oddone, conte di Parigi, re dei Franchi occidentali, si era schierato con Carlo, sempre secondo gli Annales Vedastini, nell'896, Rodolfo, il fratello del conte delle Fiandre, Baldovino II, con l'aiuto di re Oddone, cacciò lui ed il Conte di Vermandois, Erberto I dai propri domini, dove molto probabilmente poté rientrare, sempre in quell'anno, dopo aver omaggiato il re dei Franchi occidentali, Oddone e dopo che Rodolfo era stato ucciso in combattimento da Erberto I.
Dopo che Carlo il Semplice, nell'898, era divenuto re dei Franchi occidentali, sempre, secondo gli Annales Vedastini, Erchanger divenne anche conte di Melun.
Nel Sermone de Adventu SS Wandregisili, Ansberti et Vulfranni del 944, viene ricordato che il conte Erchanger, assieme ad un certo Arnoldo riportò a Boulogne una reliquia (parte di una mano di "sancti enim Chiliani"), tra la fine del IX secolo e l'inizi del X secolo.
Nella Vita Bertulfi Renticensis è riportato che Erchanger, nonostante la supremazia dei conti delle Fiandre, rimase Conte di Boulogne, sino a che il re dei Franchi occidentali Carlo III il Semplice fu catturato Conte di Vermandois, Erberto I.
Infatti, il 7 novembre del 921, Erchanger, assieme ad altri conti, fece parte della delegazione che accompagnò il suo re, Carlo il Semplice, all'incontro con il re dei Franchi orientali, Enrico I l'uccellatore, che si tenne al centro del fiume Reno di fronte a Bonna, come risulta dal Karoli III Capitularia.
Di Erchanger non si conosce la data esatta della morte; di lui non si hanno più notizie e senz'altro con la sconfitta di Carlo il Semplice perse la contea di Boulogne.

## Discendenza
Di Erchanger non si conosce il nome di un'eventuale moglie, ne si ha conoscenza di una sua discendenza.

### Fonti primarie
- (LA)  Monumenta Germaniae Historica, Legum, tomus I.
- (LA)  Monumenta Germaniae Historica, Scriptores, tomus I.
- (LA)  Monumenta Germaniae Historica, Scriptores, tomus XV.2.
- (LA)  Annales Fuldenses; sive, Annales regni Francorum orientalis ab Einhardo, Ruodolfo, Meginhardo....

### Letteratura storiografica
- René Poupardin, I regni carolingi (840-918), in «Storia del mondo medievale», vol. II, 1999, pp. 583–635
- Louis Halphen, Francia: gli ultimi Carolingi e l'ascesa di Ugo Capeto (888-987), in «Storia del mondo medievale», vol. II, 1999, pp. 636–661
- Allen Mawer, I vichinghi, in «Storia del mondo medievale», vol. II, 1999, pp. 734–769